# Ås sogn, Halland
Ås sogn i Halland var en del af Viske herred. Ås distrikt dækker det samme område og er en del af Varbergs kommun. Sognets areal var 37,87 kvadratkilometer, heraf land 37,15. I 2020 havde distriktet 1.972 indbyggere. Landsbyerne Åsby (ofte kaldet Derome) og Åskloster ligger i sognet.
Navnet (1345 Aas) stemmer fra en lokal ås. Befolkningen steg fra 1810 (965 indbyggere) til 1870 (1.577 indbyggere). Derefter faldt den, så der i 1940 var 990 indbyggere i Ås. Siden er befolkningen steget igen.
Der er et naturreservat i sognet: Årnæsudden, som er en del af EU-netværket Natura 2000.